# 2012-es vajdasági tartományi parlamenti választások

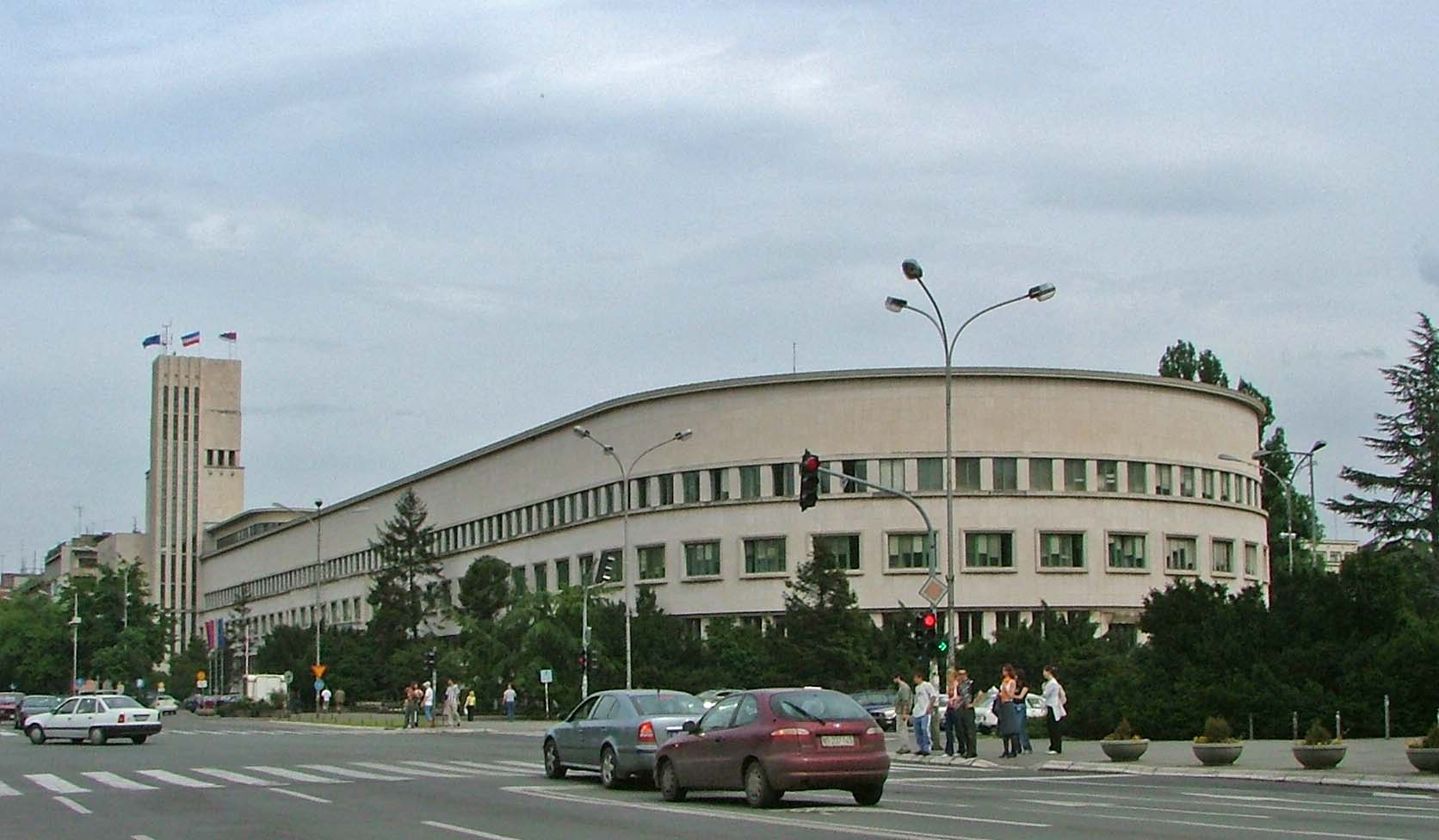
Az újvidéki Báni Palota, a tartományi parlament épülete

2012-ben a szerbiai Vajdaság Autonóm Tartományban tartományi parlamenti választásokat tartottak. A választás első fordulójának napján, május 6-án parlamenti, elnök- és helyhatósági választásokat is tartottak. A második forduló május 20-án volt.

## Választási rendszer
A választásokon való részvételre 1.735.616 polgár jogosult.
A választás vegyes rendszerű. A 120 tartományi képviselő közül 60-at arányos választási rendszer szerint pártlistákról, míg másik 60-at egyéni körzetekben, kétfordulós többségi rendszer szerint választanak. Az első fordulóban az győz, aki legalább a szavazatok 50%-át +1 szavazatot kap. Ha nincs ilyen, akkor a második fordulóba az első forduló két legtöbb szavazatot kapott jelöltje jut.
A listás rész esetében a bejutási küszöb 5%.
Listaállításhoz legalább 3000 támogatói aláírás összegyűjtése szükséges. A választások lebonyolítását a Tartományi Választási Bizottság (szerbül Pokrajinske izborne komisije, PIK) intézi.

### Választási körzetek
| - Ada - Alibunár - Antalfalva - Apatin - Bács - Belcsény - Bégaszentgyörgy - Csóka - Fehértemplom - Hódság - Ingyia - Karlóca | - Kevevára - Kishegyes - Kúla - Magyarcsernye - Magyarkanizsa - Nagybecskerek (3 körzet) - Nagykikinda (2 körzet) - Óbecse - Ópazova - Ópáva - Palánka - Pancsova (3 körzet) | - Pecsince - Petrőc - Ruma - Sid - Szabadka (4 körzet) - Szávaszentdemeter - Szenttamás - Temerin - Titel - Topolya - Torontálszécsány - Törökbecse | - Törökkanizsa - Újvidék (7 körzet) - Ürög - Verbász - Versec - Zenta - Zichyfalva - Zombor (2 körzet) - Zsablya |

## Induló pártok, pártkoalíciók és a listavezetők
A választásokon 14 párt és koalíció listája indul.
1. Választás Egy Jobb Vajdaságért – Bojan Pajtić (Demokrata Párt)
2. Vajdasági Szociáldemokrata Liga – Nenad Čanak
3. Szerbiai Egyesült Régiók – Mlađan Dinkić
4. Szerb Radikális Párt – Vojislav Šešelj
5. Vigyük előre Vajdaságot – Tomislav Nikolić (Szerb Haladó Párt, Új Szerbia, Szocialisták Mozgalma)
6. Szerbiai Demokrata Párt – Vojislav Koštunica
7. Vajdasági Fordulat – Čedomir Jovanović (LDP, SZMM, VP, SZDU, Gazdag Szerbia)
8. SPS–PUPS–JS–SDPS – Ivica Dačić
9. Vajdasági Magyar Szövetség – Pásztor István
10. Dveri a Szerb Vajdaságért
11. Mindannyian Együtt koalíció – Rácz Szabó László
12. Magyar Remény Mozgalom – László Bálint
13. Montenegrói Párt – Nenad Stevović
14. Szerb Demokrata Párt – Dragan Dašić

Helyi szinten több más kisebb párt is egyéni jelöltet állított.

## Eredmények

### Listás
A szavazás listás részének a végeredménye a következő:
|                                                         | Száma                    | Aránya (%)       |            |                                       |
| ------------------------------------------------------- | ------------------------ | ---------------- | ---------- | ------------------------------------- |
| Választásra jogosultak                                  | 1.735.616                | 100              |            |                                       |
| Leadott szavazatok - ebből érvényes - ebből érvénytelen | 1.009.601 962.130 47.471 | 58,17 95,30 4,70 |            |                                       |
| Párt vagy koalíció neve                                 | Szavazatok               | Szavazatok       | Mandátumok | Mandátumok                            |
| Párt vagy koalíció neve                                 | Száma                    | Aránya (%)       | Száma      | Változás az előző választáshoz képest |
| Választás Egy Jobb Vajdaságért – Bojan Pajtić           | 212.189                  | 22,05            | 16         | –7                                    |
| Vigyük Előre Vajdaságot – Tomislav Nikolić              | 185.311                  | 19,26            | 14         | +14                                   |
| SPS–PUPS–JS–SDPS – Ivica Dačić                          | 113.910                  | 11,84            | 9          | +6                                    |
| Vajdasági Szociáldemokrata Liga – Nenad Čanak           | 111.397                  | 11,58            | 8          | +3                                    |
| Szerb Radikális Párt – Vojislav Šešelj                  | 63.748                   | 6,63             | 5          | –15                                   |
| Vajdasági Magyar Szövetség – Pásztor István             | 62.275                   | 6,47             | 4          | –1                                    |
| Szerbiai Demokrata Párt – Vojislav Koštunica            | 59.931                   | 6,23             | 4          | 0                                     |
| Vajdasági Fordulat – Čedomir Jovanović                  | 48.208                   | 5,01             | –          | 0                                     |
| Dveri a Szerb Vajdaságért                               | 46.169                   | 4,80             | –          | –                                     |
| Szerbiai Egyesült Régiók – Mlađan Dinkić                | 38.965                   | 4,05             | –          | –                                     |
| Szerb Demokrata Párt – Dragan Dašić                     | 6.559                    | 0,68             | –          | –                                     |
| Magyar Remény Mozgalom – László Bálint                  | 5.991                    | 0,62             | –          | –                                     |
| Mindannyian Együtt koalíció – Rácz Szabó László         | 4.842                    | 0,50             | –          | –                                     |
| Montenegrói Párt – Nenad Stevović                       | 2.635                    | 0,27             | –          | –                                     |
| Összesen                                                | 962.130                  | 100,00           | 60         | 0                                     |

### Egyéni körzetek
| Párt vagy koalíció neve                       | Első fordulóban elért továbbjutó helyezések száma | Első fordulóban elért továbbjutó helyezések száma | Első fordulóban elért továbbjutó helyezések száma | Második fordulóban szerzett mandátumok száma |
| Párt vagy koalíció neve                       | Első hely                                         | Második hely                                      | Összesen                                          | Második fordulóban szerzett mandátumok száma |
| --------------------------------------------- | ------------------------------------------------- | ------------------------------------------------- | ------------------------------------------------- | -------------------------------------------- |
| Választás Egy Jobb Vajdaságért – Bojan Pajtić | 34                                                | 16                                                | 50                                                | 42                                           |
| Vigyük Előre Vajdaságot – Tomislav Nikolić    | 12                                                | 19                                                | 31                                                | 8                                            |
| SPS–PUPS–JS–SDPS – Ivica Dačić                | 4                                                 | 13                                                | 17                                                | 4                                            |
| Vajdasági Magyar Szövetség – Pásztor István   | 7                                                 | 3                                                 | 10                                                | 3                                            |
| Vajdasági Szociáldemokrata Liga – Nenad Čanak | 2                                                 | 6                                                 | 8                                                 | 2                                            |
| Vajdasági Fordulat – Čedomir Jovanović        | 1                                                 | 0                                                 | 1                                                 | 1                                            |
| Szerbiai Egyesült Régiók – Mlađan Dinkić      | 0                                                 | 2                                                 | 2                                                 | 0                                            |
| Vajdasági Magyar Demokrata Párt               | 0                                                 | 1                                                 | 1                                                 | 0                                            |
| Összesen                                      | 60                                                | 60                                                | 120                                               | 60                                           |

A titeli és pancsovai III-as választási körzetben nem született eredmény, mert az egyik választóhelyen szabálytalanságok miatt megsemmisítették az eredményt. Itt 2012. május 13-án megismételték a választást. Törökkanizsa egyik választóhelyén a második fordulót kellett megismételni hasonló okokból május 27-én. Csóka község egyik szavazóhelyén is a második fordulót kellett megismételni június 3-án óvások miatt.

### Összesen

A vajdasági tartományi parlament összetétele 2012-től

| Párt vagy koalíció neve                       | Mandátumok | Mandátumok | Mandátumok | Mandátumok                            |
| Párt vagy koalíció neve                       | Listás     | Egyéni     | Összesen   | Változás az előző választáshoz képest |
| --------------------------------------------- | ---------- | ---------- | ---------- | ------------------------------------- |
| Választás Egy Jobb Vajdaságért – Bojan Pajtić | 16         | 42         | 58         | –6                                    |
| Vigyük Előre Vajdaságot – Tomislav Nikolić    | 14         | 8          | 22         | +22                                   |
| SPS–PUPS–JS–SDPS – Ivica Dačić                | 9          | 4          | 13         | +8                                    |
| Vajdasági Szociáldemokrata Liga – Nenad Čanak | 8          | 2          | 10         | +4                                    |
| Vajdasági Magyar Szövetség – Pásztor István   | 4          | 3          | 7          | –2                                    |
| Szerb Radikális Párt – Vojislav Šešelj        | 5          | 0          | 5          | –20                                   |
| Szerbiai Demokrata Párt – Vojislav Koštunica  | 4          | 0          | 4          | –2                                    |
| Vajdasági Fordulat – Čedomir Jovanović        | 0          | 1          | 1          | +1                                    |
| Civil szervezetek                             | 0          | 0          | 0          | –5                                    |
| Összesen                                      | 60         | 60         | 120        | 0                                     |

## Politikai következmények

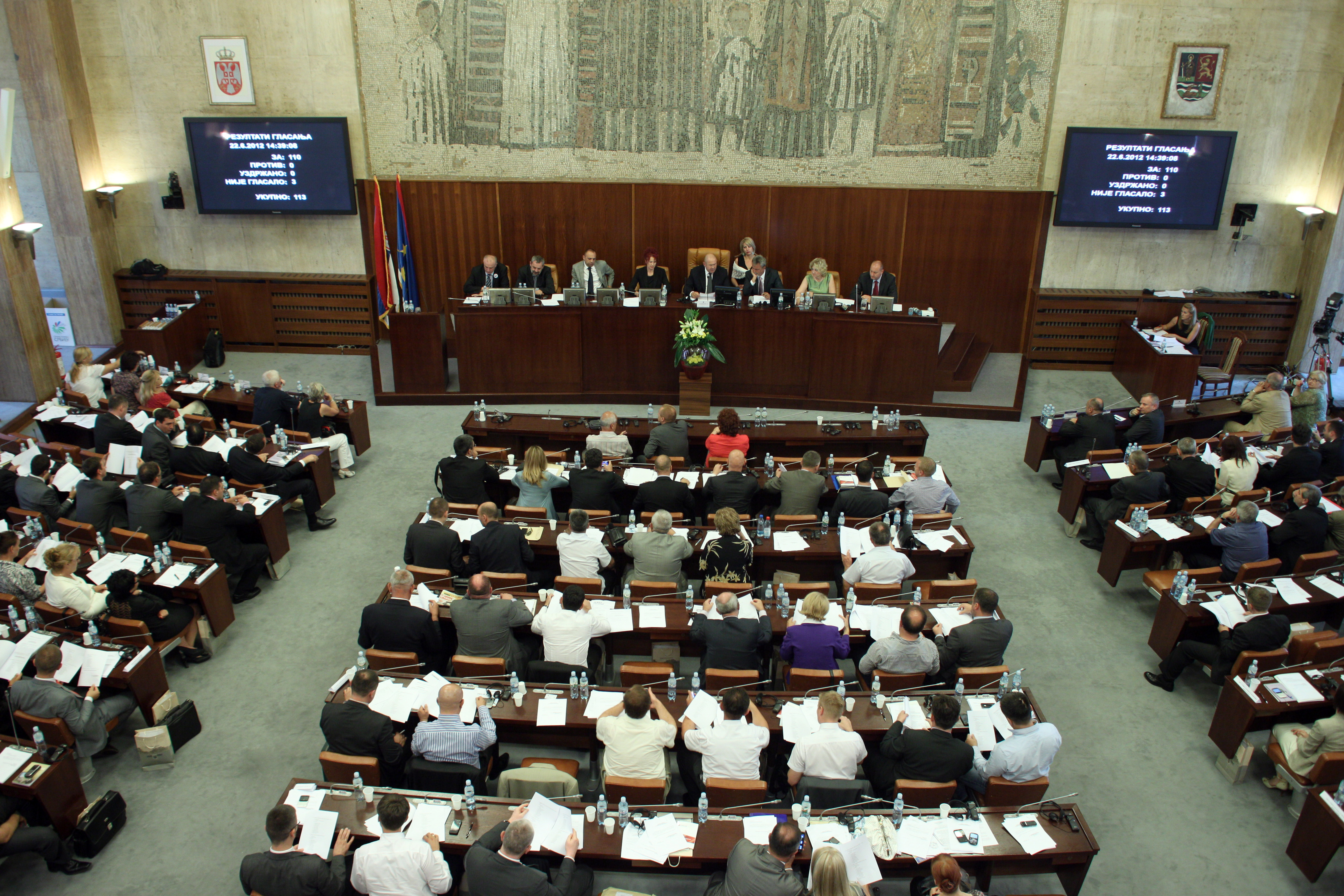
A Tartományi Gyűlés alakuló ülése

A Demokrata Párt vezette koalíció nyerte meg a választásokat, ám nem szerzett abszolút többséget, így koalíciókötésre kényszerült. A Vajdasági Magyar Szövetség vezetője, Pásztor István felajánlotta, hogy belépnek a kormánykoalícióba. A tartományi kormánykoalíciót így a Demokrata Párt, a Vajdasági Szociáldemokrata Liga és a Vajdasági Magyar Szövetség alkotta. A tartományi parlament elnöke Pásztor István, a kormányfő Bojan Pajtić lett.

## Érdekességek
- A községeknek (járásoknak) megfelelően kialakított egyéni körzetek feltűnően aránytalanok. Szávaszentdemeteren 70 431, Karlócán pedig 8448 választó dönt egy mandátumról.